# Philanthropène
Philanthropène ou Philanthropénos (en grec : Φιλανθρωπηνός ou Φιλανθρωπηνή pour sa version féminine) est le nom d'une famille noble byzantine qui apparaît au milieu du XIIIe siècle et a donné plusieurs généraux et dignitaires haut placés jusqu'à la chute de l'empire. Leur nom vient du monastère du Christ Philanthropène (le Christ ami de l'Homme) à Constantinople. Plusieurs membres de cette famille utilisent le nom composé Doukas Philanthropène. Selon Démétrios Polémis, ils constitueraient une branche distincte de la famille.

## Histoire
Le premier membre connu de la famille est Alexis Doukas Philanthropène, qui apparaît vers 1255 comme commandant à Ohrid. Il est généralement assimilé à l'amiral du même nom, qui atteint le rang protostrator puis celui de mégaduc (chef de la marine byzantine). Il meurt vers 1275,,. Sa fille, Marie, se marie avec Michel Tarchaniotès. Leur deuxième fils est le pinkernès Alexis Philanthropène, un général connu pour ses succès contre les Turcs et qui se soulève sans réussite contre Andronic II Paléologue en 1295. Il est pardonné dans les années 1320 et reste actif sur le champ de bataille jusqu'en 1334. Un Michel Doukas Philanthropène, epi tes trapezes (responsable des banquets impériaux) et oncle d'Andronic II est attesté de 1286 à 1304, quand il est envoyé défendre Magnésie contre les Turcs. Plusieurs femmes de la famille Philanthropène sont aussi mentionnées laconiquement. Théodora Doukas Philanthropène se marie à Jean Comnène Acropolite, peut-être un fils de l'historien Georges Acropolite. Irène Comnène Doukas Philanthropène Cantacuzène, qui meurt le 8 août 1292 est une autre membre de cette famille, tout comme Irène Comnène Philanthropène Doukas qui meurt le 7 septembre 1303. Les autres sont seulement connues par leurs noms de famille.
Au XIVe siècle, un Jean Philanthropène, mégadrongaire du ploïmon, est mentionné dans une décision synodale de 1324. George Doukas Philanthropène, Grand Hétériarque et gouverneur de Lemnos apparaît en 1346,. Le Grand Stratopédarque Michel Philanthropène, un cousin de Jean V Paléologue est attesté en 1350. Alexis Ange Philanthropène et Manuel Ange Philanthropène sont mentionnés dans les années 1380 et 1390. Alexis dirige la Thessalie avec le titre de césar de 1382 à 1389 avant que Manuel (soit son fils, soit son frère) ne lui succède jusqu'à la conquête ottomane en 1393-1394.
Au XVe siècle, les deux membres les plus importants de la famille sont George Doukas Philanthropène, mésazon de Jean VIII Paléologue et Alexis Lascaris Philanthropène, Grand Stratopédarque, gouverneur de Patras en 1445 et ami de Basilius Bessarion,.